# Газстройпром
Акционерное общество «Газстройпром» (АО «Газстройпром»)  – российская строительная компания. Генеральный подрядчик по строительству объектов ПАО «Газпром», головная компания многопрофильного холдинга, выполняющего полный комплекс работ в рамках проектов по добыче, переработке и транспортировке природного газа. Газстройпром создан в 2018 году на базе активов ООО «Стройгазконсалтинг» (СГК). Впоследствии в его периметр вошли «Стройгазмонтаж» (СГМ) и «Стройтранснефтегаз» (СТНГ),а также ПАО «Газпром автоматизация» и другие активы.
Общая численность персонала – 90 тыс. человек.
АО «Газстройпром» занимается обустройством Бованенковского НГКМ, Харасавэйского ГКМ, Уренгойского НГКМ, Чаяндинского НГКМ, Ковыктинского ГКМ, Тас-Юряхского НГКМ, ведёт строительство объектов МГ «Сила Сибири», Омского НПЗ и др.
В 2021 году АО «Газстройпром» возглавил Николай Ткаченко, ранее руководивший Департаментом 647 ПАО «Газпром»
В рейтинге крупнейших российских компаний «Эксперт-400» по итогам 2021 года АО «Газстройпром» заняло 31-е место с объёмом реализации 579 493 млн рублей.
В 2022 году «Газстройпром» организовал фестиваль профессий «Строй-Герой», который стал официальным отборочным этапом Международного строительного чемпионата (World Construction Championship). Объединённая команда ПАО «Газпром» впервые участвовала в чемпионате и в неофициальном медальном зачёте заняла второе место.
На ПМГФ-2022 в Экспофоруме «Газстройпром» подписал меморандумы о сотрудничестве с передовыми российскими производителями техники и оборудования, а также с Правительством Чеченской Республики. Мероприятие прошло на стенде компании.

В декабре 2022 года «Газстройпром» завершил строительство первоочередной установки комплексной подготовки газа (УКПГ-2) Ковыктинского ГКМ, участка газопровода от Ковыктинского до Чаяндинского месторождения и четырёх компрессорных станций МГ «Сила Сибири». В церемонии ввода объектов в эксплуатацию в режиме видеоконференции принял участие Президент России Владимир Путин. Первый заместитель генерального директора АО «Газстройпром» Михаил Ерёмин доложил президенту об условиях труда и заработной платы вахтовиков и подчеркнул, что строители довольны результатами работы и социально-бытовыми условиями. 
«В нашем коллективе трудятся строители разных профессий: сварщики-технологи, сварщики-монтажники, бетонщики, слесари, водители разных наименований техники – экскаваторщики, бульдозеристы. Зарплата в среднем [в зависимости] от условий труда – от 90 тысяч до 150 [тысяч]. То есть если вахтовик находится полную вахту, 30 рабочих дней, то за полную вахту, имея полный загруженный день, это десять с половиной часов работы в день, его заработная плата может составлять в среднем от 110 до 150 тысяч рублей в месяц с учётом подоходного налога». 
14 сентября 2023 года «Газстройпром» включён в блокирующий санкционный список США; введённые экономические санкции призваны подорвать потоки доходов России от добывающих отраслей, включая компании производственного и строительного секторов, которые способствуют развитию российского топливно-энергетического комплекса.